# Anatomie des félidés
Les différentes espèces de félidés ont des poids et tailles variés qui vont de 1,5 kg pour le chat à pattes noires à plus de 300 kg pour le tigre. Pourtant, malgré leur différence, les félidés partagent de nombreux points communs comme les griffes rétractiles, les vibrisses ou encore le tapetum lucidum.

## Corps

### Taille
Les différentes espèces de félidés ont des poids et tailles variés qui vont de 1,5 kg pour le chat à pattes noires à plus de 300 kg pour le tigre. Pourtant, malgré leur différence, les félidés partagent de nombreux points communs.

### Le squelette et la musculature en général
Qu'ils soient grands ou petits, l'une des principales caractéristiques communes aux félins est leur squelette flexible, plus particulièrement au niveau de la colonne vertébrale, offrant une grande souplesse, aidée aussi par des muscles du dos eux aussi très souples. Les omoplates et les clavicules sont assez libres de mouvement, retenues par très peu de ligaments, et permettent une grande diversité de mouvement. Les muscles les plus développés sont ceux des pattes arrière, pour que les félins puissent faire de grands sauts et courir vite (jusqu'à 120 km/h pour le guépard).
Le squelette est composé de 250 os. Les vertèbres du cou sont courtes, et la colonne vertébrale est très souple. La clavicule de petite taille est reliée au sternum par un unique ligament : cela lui confère une grande souplesse, les épaules pouvant bouger indépendamment l’une de l’autre.
La morphologie des félins est donc parfaitement adaptée à la chasse, ce qui est inévitable pour leur survie. Mais chaque félin est différent, et, selon le type de proies qu'ils convoitent, ils s'adaptent physiologiquement.

### Les membres

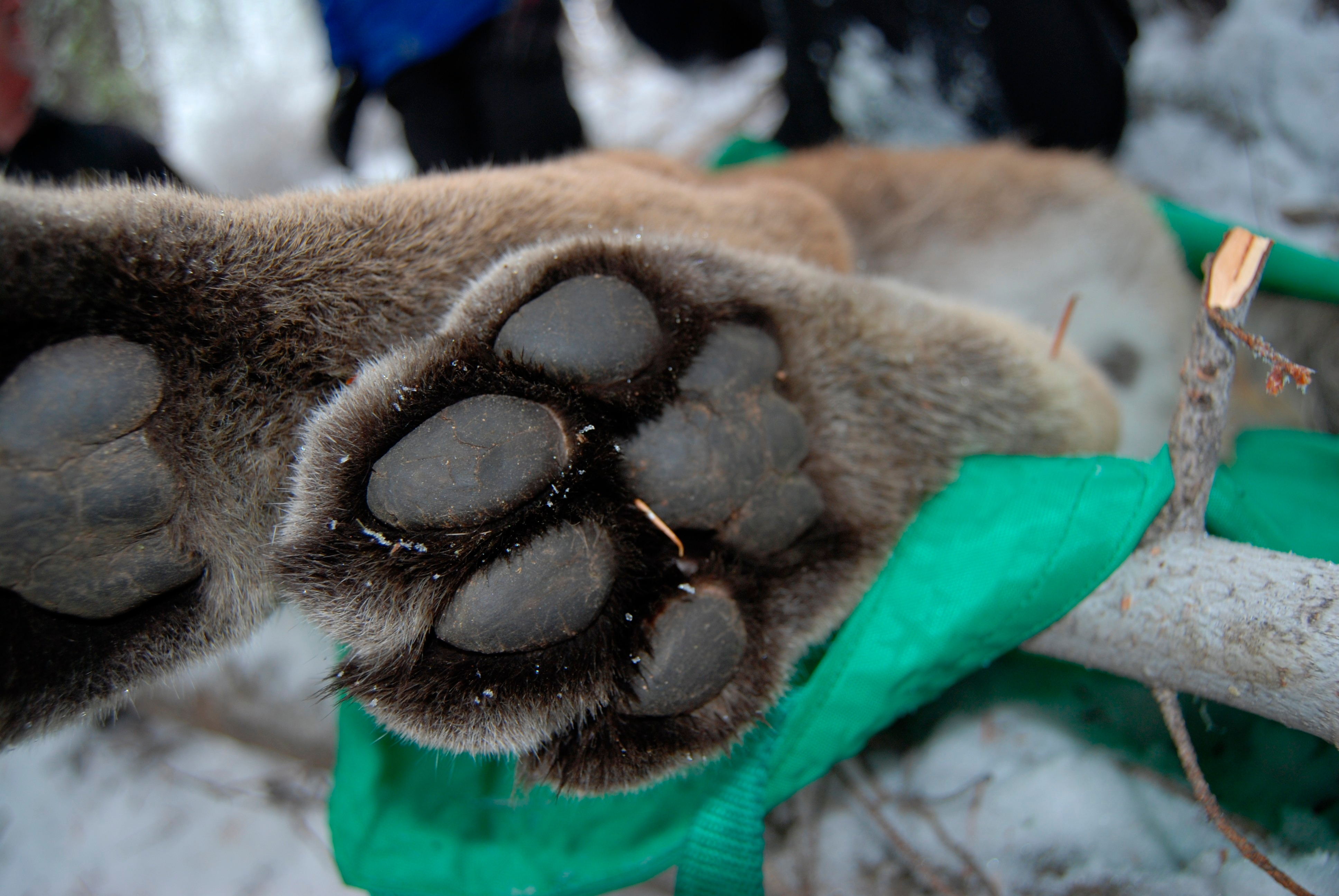
Patte de puma

Les membres antérieurs sont très souples (sauf pour le guépard qui a toutefois une plus grande souplesse de l'échine), ce qui permet d'avoir une grande précision. On peut aussi noter que les félins peuvent écarter latéralement les pattes avant ce qui permet d'attraper les proies ou de monter aux arbres. Les membres postérieurs sont plus longs que les membres antérieurs, permettant aux félins de capturer des proies plus grandes qu'eux et augmentant leurs capacités  d'accélérations.

#### Les pattes
Les félins sont digitigrades. Les pattes antérieures se terminent par cinq doigts pourvus de griffes rétractiles constituées de kératine, mais seuls quatre doigts touchent le sol, le pouce restant à l’écart, formant un ergot. Les pattes postérieures, plus longues que les pattes antérieures, se terminent par quatre doigts également pourvus de griffes rétractiles. Les coussinets, ou pelotes, sont constitués d’une membrane élastique qui confèrent une marche silencieuse. Les coussinets de ceux qui vivent et se déplacent sur le sol brûlant des déserts sont recouverts de poils.

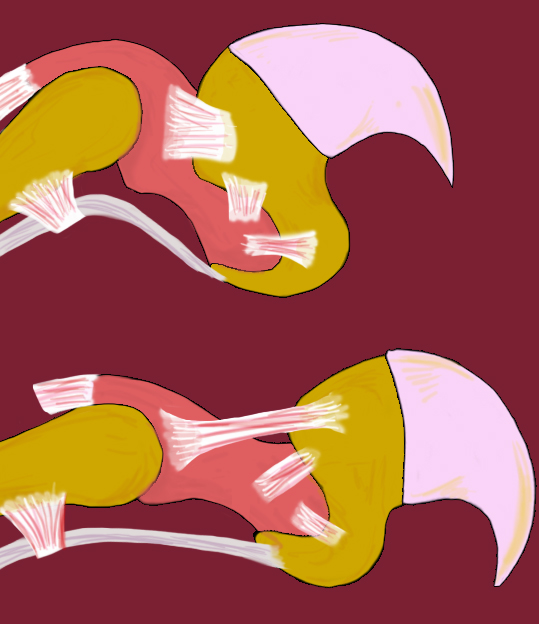
Mécanismes biologiques en jeu lors de la sortie des griffes.
En blanc : les tendons
En rose et en jaune orangé : les os

#### Les griffes
Les félins, en dehors du guépard, du chat viverrin et du chat à tête plate, ont les griffes rétractiles. Ce dernier point n'est pas caractéristique des félins, puisque d'autres carnivores en possèdent. Les griffes sont un élément important du sens du toucher.
La sortie des griffes dépend de la contraction volontaire des muscles fléchisseurs des doigts. Au repos, de nombreux tendons gardent les griffes à l'intérieur de la gaine protectrice et permettent aux félins de faire « patte douce ».

#### La queue
Le sens de l'équilibre chez les félins est particulièrement important, notamment chez les éspèces arboricoles (comme par exemple le chat de Temminck, l'ocelot et la panthère nébuleuse) et montagnardes (comme l'once ou la panthère de neige). Ce sens de l'équilibre est principilament lié à leur queue qui fait office de balancier. La longueur de la queue varie en fonction des éspèces. Celle de la panthère des neiges est particulièrement spectaculaire et peut atteindre un mètre de long. 

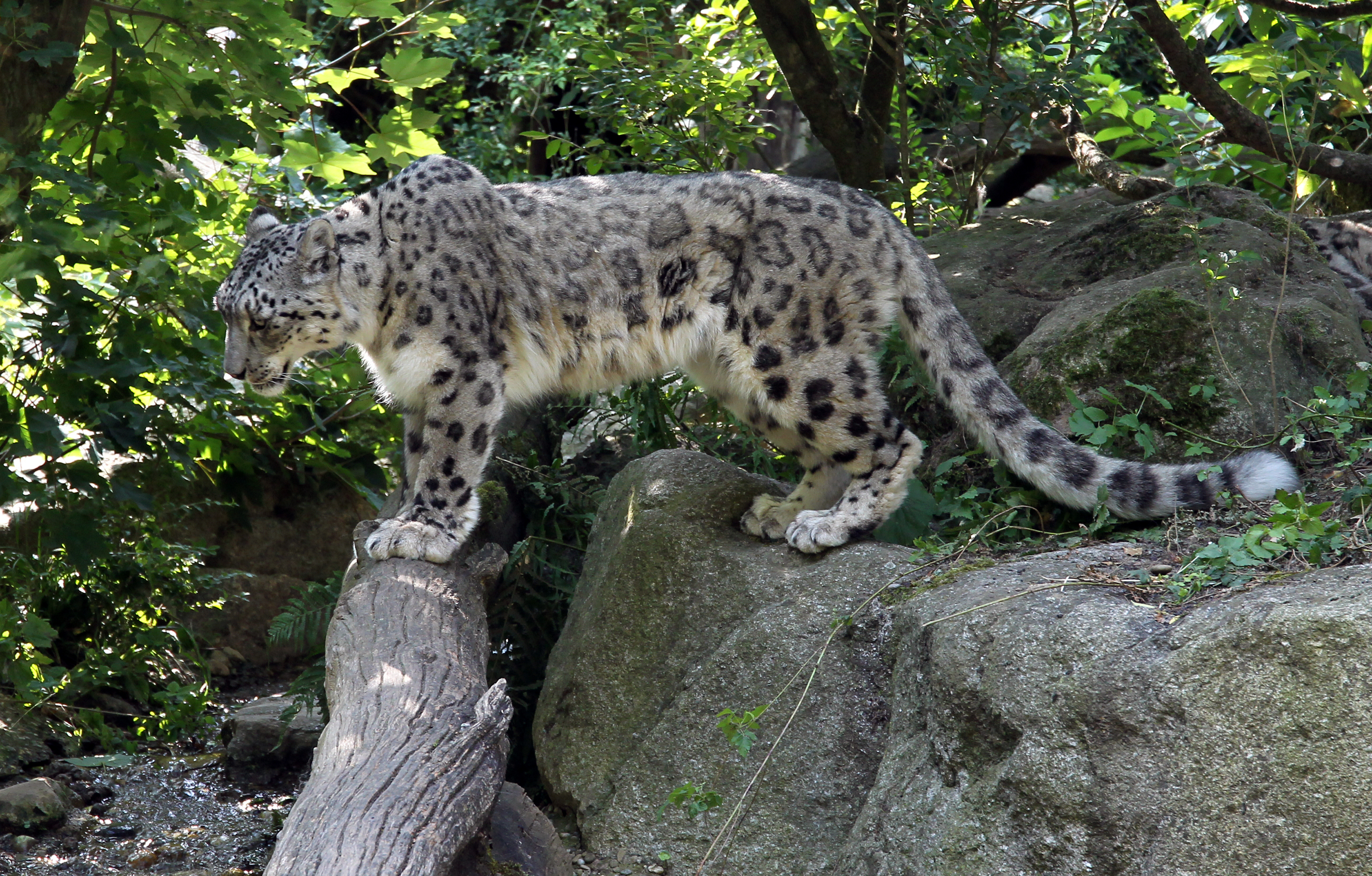
Panthère de neige et sa queue.

## La tête

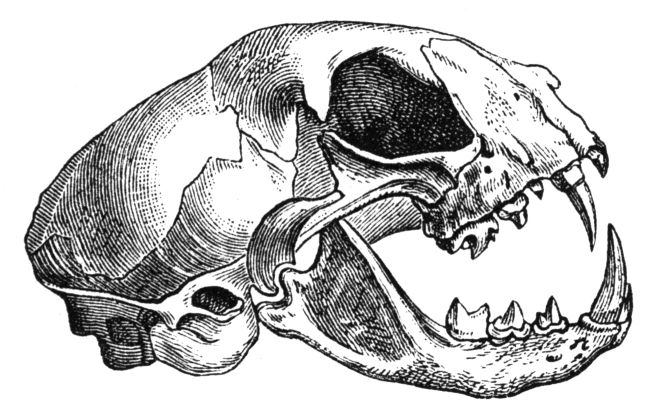
Le crâne d'un chat domestique

La mâchoire raccourcie constitue une innovation de la famille des Felidae. Le crâne est donc plus court que celui des autres carnivores, et possède en général moins de dents, mais cette forme augmente considérablement la force des morsures car permettant un mouvement vertical de la mâchoire puissant. L'articulation de la mâchoire ne permet pas les mastications horizontales, comme chez les ruminants par exemple.
L'élasticité de la chaîne hyoïde, au-dessus du larynx, permet traditionnellement de séparer les grands félins (Pantherinae) des petits (Felinae).
Les vibrisses (plus communément appelées « moustaches », mais il y en a aussi aux pattes, sous le menton, les sourcils) indiquent la proximité d’obstacles, même dans l’obscurité totale, en lui permettant de détecter les variations de pression de l’air. Celles-ci lui permettent aussi de mesurer la largeur d’un passage. Les coussinets garnissant ses pattes sont très sensibles aux vibrations et sa peau est constellée de cellules tactiles extrêmement sensibles. Comme les poils, elles tombent et repoussent au fur et à mesure de la vie du chat.

### Les yeux
Les yeux sont positionnés vers l'avant, ce qui permet la vision binoculaire, très importante chez les prédateurs. Chez le chat domestique, l'angle de vision binoculaire est de 130°, pour un champ de vision total de 287°, contre seulement 180° chez l'homme, ce qui reste cependant loin du record absolu du monde animal.
Leur pupille peut se contracter, devenant, selon les espèces, petite et ronde ou en forme de fine fente verticale en pleine lumière, et grosse et ronde en l'absence de luminosité. Le tapetum lucidum permet la réflexion de la lumière et favorise la vision dans la pénombre : l'œil du félin est six fois plus sensible dans l'obscurité que l'œil humain.
Il est donc beaucoup plus performant que l’œil humain dans la pénombre. La nuit, l’aspect brillant des yeux est dû à une couche de cellules de la rétine, appelée tapetum lucidum, qui agit comme un miroir et renvoie la lumière perçue, ce qui la fait passer une seconde fois dans la rétine et multiplie ainsi par deux son acuité visuelle dans l’obscurité.
Une particularité de l’œil du félin est qu’outre les paupières inférieure et supérieure, il est protégé par une troisième paupière, la membrane nictitante. Celle-ci se ferme à partir du bord inférieur du coin interne de l’œil vers l’extérieur. Quand elle ne se referme pas complètement, c’est souvent le signe d’un problème de santé chez le chat (troubles digestifs, parasitisme le plus souvent ou entérite).
Les félins possèdent un grand nombre de bâtonnets mais très peu de cônes, comparativement à l'œil humain qui en possède six fois plus. De plus, ces cônes absorbent principalement la lumière verte et très peu le bleu et le rouge : les félins voient principalement leur environnement en nuance de gris. Mais, pour les prédateurs, percevoir les couleurs est moins important que de percevoir les mouvements, et cela ne handicape pas leur vision.
Du fait de l'emplacement de leur fovéa où se concentre la majorité de leurs cellules photosensibles, un félin tourne la tête plusieurs fois avant de sauter sur une proie, afin de gagner en précision.

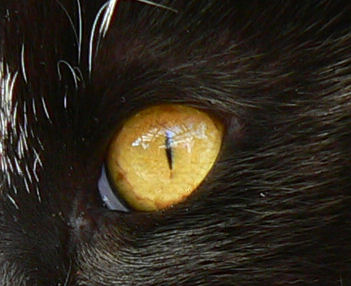
Pupille en fente du chat domestique.
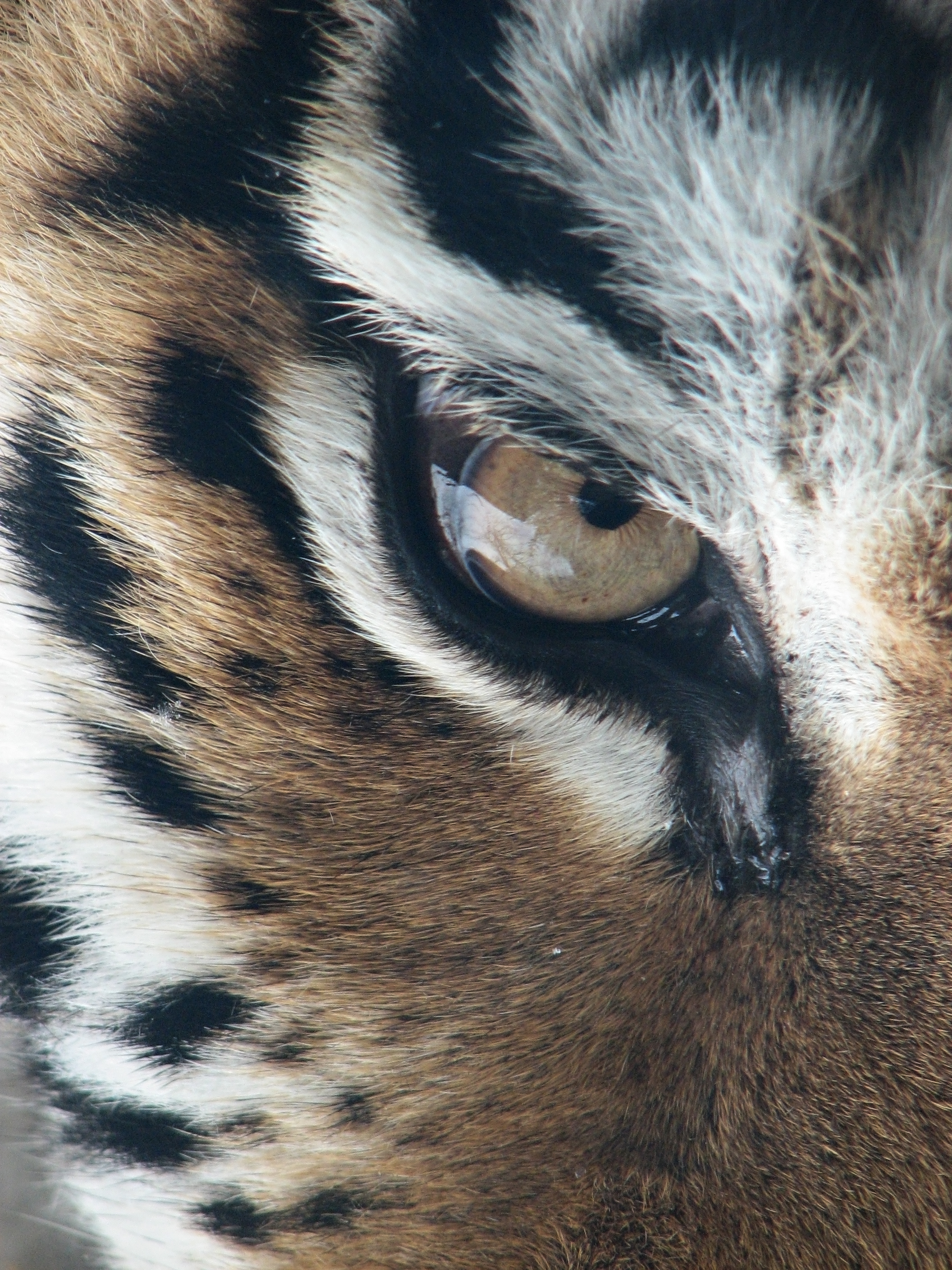
Pupille ronde du tigre.

### Les oreilles
Les oreilles des félins sont très sensibles et nombre d'entre eux repèrent leur proie à l'ouïe, tel le serval. D'une grande mobilité, elles sont en outre un organe de communication corporelle important. Les facultés de l'oreille féline étant bien supérieures à celle de l'humain.
L’ouïe est particulièrement sensible dans les hautes fréquences : un chat domestique perçoit des ultrasons jusqu’à 50 000 Hz alors que l’oreille humaine est limitée à 20 000 Hz. Le pavillon en cornet peut être orienté grâce à vingt-sept muscles, ce qui permet de pivoter chaque oreille indépendamment pour localiser avec précision la source d’un bruit et sa distance.
Les oreilles sont sensibles à la température et sont un lieu de déperdition de chaleur. C'est pourquoi les félins qui vivent dans des milieux froids ont des petites oreilles, comme l'once, au contraire du chat des sables qui a de larges pavillons pour évacuer la chaleur. Elles peuvent aussi dépendre des proies convoitées, plus grandes pour un animal qui fera peu de bruit et vice versa, car un large pavillon d'oreille répercute les sons et vibrations les plus ténus, permettant une grande précision pour la localisation des proies, par exemple si elles se cachent sous le sable.

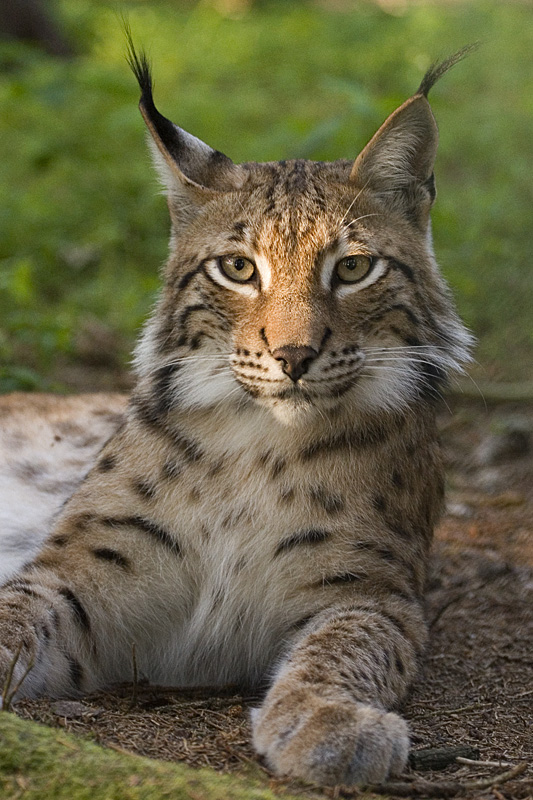
Les plumets d'un Lynx boréal.

Le « plumet » ou « pinceau auriculaire » est une touffe de poils s'élevant en prolongement de l'extrémité de l'oreille. Cette particularité anatomiques se trouvent chez les espèces du genre Lynx (pour le Lynx boréal, la longueur des pinceaux peut atteindre 4,5 cm) et également chez le Caracal, le Chat des marais, le Chat de Biet où les pinceaux de poils sombres mesurent environ 2 cm, et certaines races de chat domestique. Il se pourrait que cela permette de capter la direction du vent. Pour les lynx, Matjuschkin a proposé une analogie avec la face du hibou, très ronde, avec des petites plumes dressées sur la tête : les favoris autour des joues du lynx formeraient un miroir parabolique permettant de mieux capter les sons, tandis que les pinceaux amélioreraient la localisation sonore.

### L'organe de Jacobson
L'organe voméronasal ou organe de Jacobson, situé près du palais, permet de goûter certaines odeurs bien spécifiques, comme les marques olfactives des autres félins. L'utilisation de cet organe se caractérise par le flehmen : les babines sont retroussées pour permettre aux odeurs de remonter par deux petits conduits situés derrière les incisives jusqu’à deux sacs remplis de fluide dans les cavités nasales chargées de concentrer les odeurs. Il complète efficacement l'odorat, sens des félins le plus complexe à étudier.

### La langue

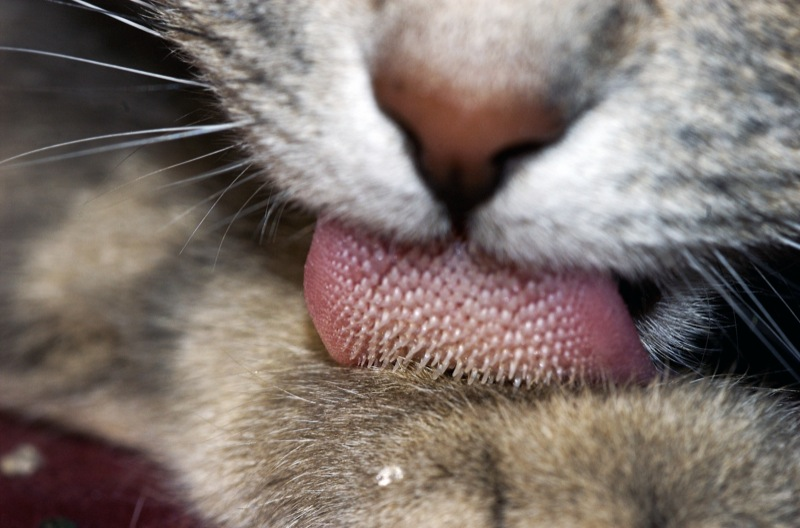
Détail sur les papilles

La langue des félins est tapissée de papilles cornées orientées vers l'arrière qui lui permettent de laper plus facilement l'eau, mais aussi de faire la toilette, d'enlever en partie les poils de ses proies et de mieux racler leur chair.
Le sens du goût est développé chez le chat, moins que chez l’homme cependant : chez le chat adulte, on compte 250 papilles comptant 2 000 bourgeons gustatifs. Contrairement au chien, le sens gustatif du chat est localisé à l’extrémité de la langue, ce qui lui permet de goûter sans avaler. Il est sensible à l’amer, à l’acide et au salé, mais non au sucré.
Les papilles des chats mesurent en moyenne 2,3 mm. Elles sont creuses, ce qui assure la remontée de la salive par capillarité et leur permet de mouiller la base des poils de leur fourrure.

### L’odorat

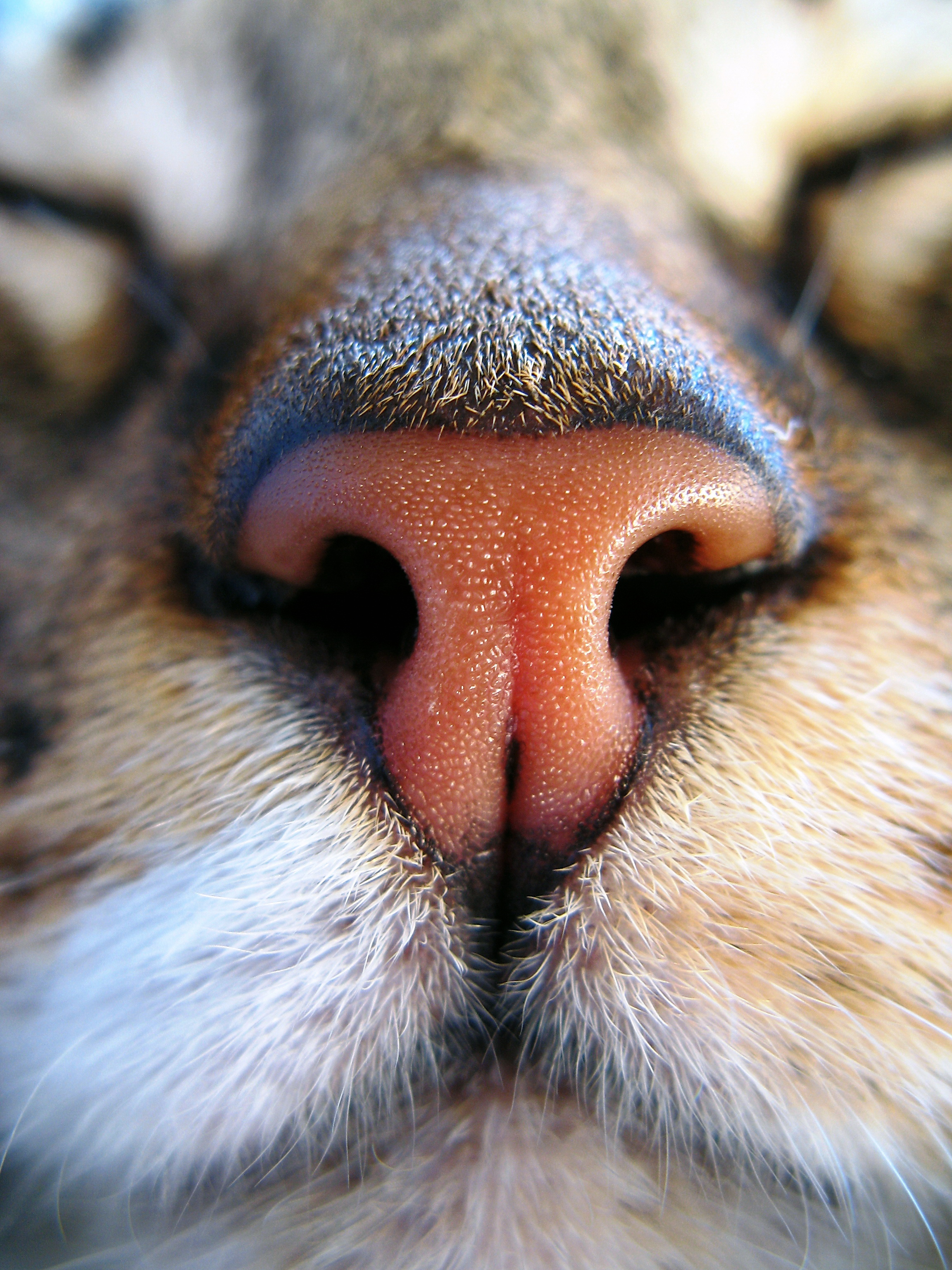
Gros plan sur le nez du chat.

L’odorat a une grande importance dans la vie sociale du félin pour délimiter son territoire. Par ailleurs, c’est son odorat développé qui lui permet de détecter la nourriture avariée et empoisonnée. Le chat domestique possède deux cents millions de terminaux olfactifs, contre cinq millions pour l’homme.

### La denture des félins
Les félins possèdent 28 à 30 dents. Leurs quatre canines sont plus longues que celles des loups et sont utilisées pour la mise à mort. Leur taille a même atteint 18 cm au temps des tigres à dents de sabre. Les 12 petites dents de devant, ou incisives, servent à arracher les poils ou les plumes et la viande des os.
Sur les côtés des mâchoires se trouvent les prémolaires et les molaires, également appelées dents jugales ; elles sont moins utiles pour les félins mâchant peu leur nourriture.
Comme tous les carnivores, la dernière prémolaire supérieure et la première molaire inférieure forment les carnassières. Celles-ci permettent au félin de déchirer sa nourriture, grâce à des muscles puissants fixés aux parois latérales de son crâne, et de l’avaler sans la mâcher. De plus, la mâchoire est munie d’articulations solides qui ne lui permettent de mâcher que dans le sens vertical, mais possèdent l’avantage de maintenir l’effet de ciseaux des carnassières en toutes circonstances.